# Płoć hiszpańska
Płoć hiszpańska (Achondrostoma arcasii) – endemiczny gatunek ryby z rodziny karpiowatych (Cyprinidae).

## Występowanie
Występuje na Półwyspie Iberyjskim.